# Gornja Radgona (gemeente)
Gornja Radgona (Duits:Oberradkersburg; Hongaars: Felsőregede) is een gemeente in Slovenië met 12.416 inwoners.
Gornja Radgona ontstond als burcht voor de districtshoofdstad Bad Radkersburg, dat aan de andere oever van de rivier de Mur ligt. In 1919 werd Stiermarken gedeeld tussen Oostenrijk en Slovenië. Hierbij werd de grens over de river de Mur getrokken en de stad gesplitst.

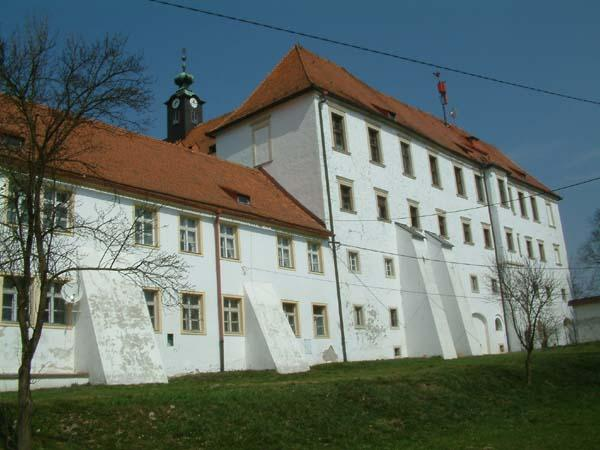
Burcht van Gornja Radgona/Oberradkersburg

## Plaatsen in de gemeente
Aženski Vrh, Črešnjevci, Gornja Radgona, Gornji Ivanjci, Hercegovščak, Ivanjski Vrh, Ivanjševci ob Ščavnici, Ivanjševski Vrh, Kunova, Lastomerci, Lokavci, Lomanoše, Mele, Negova, Norički Vrh, Očeslavci, Orehovci, Orehovski Vrh, Plitvički Vrh, Podgrad, Police, Ptujska Cesta, Radvenci, Rodmošci, Spodnja Ščavnica, Spodnji Ivanjci, Stavešinci, Stavešinski Vrh, Zagajski Vrh, Zbigovci
Apače · Beltinci · Cankova · Črenšovci · Dobrovnik · Gornja Radgona · Gornji Petrovci · Grad · Hodoš · Kobilje · Križevci · Kuzma · Lendava · Ljutomer · Moravske Toplice · Murska Sobota · Odranci · Puconci · Radenci · Razkrižje · Rogašovci · Šalovci · Sveti Jurij · Tišina · Turnišče · Velika Polana · Veržej
1. ↑  "Prebivalstvo po starosti in spolu, občine, Slovenija, polletno". Statistični urad Republike Slovenije. Geraadpleegd op 18 april 2021.